# Begajah
Begajah is een bestuurslaag in het regentschap Sukoharjo van de provincie Midden-Java, Indonesië. Begajah telt 4674 inwoners (volkstelling 2010).